# Церква святого Йоана Богослова (Струсівка)
Церква святого Йоана Богослова в Струсівці — втрачена культова споруда, дерев'яний храм у Струсівці Заліщицького округу Тернопільського воєводства.

## Відомості
У 1732—1733 роках генеральну візитацію парафію здійснив о. Сильвестр Мальський, ЧСВВ. Відомо, що протягом цих років парохом храму був о. Матвій Молчанка.
Зображена на мапах фон Міга (1763—1787). Згодом, храм зникає з наступної мапи фон Міга, яка датується XIX ст.
У 1760 та 1775 роках парафія і храм належали до Чортківського деканату Львівської єпархії.